# 생방송 에드 TV
《생방송 에드 TV》(영어: EDtv)는 미국에서 제작된 론 하워드 감독의 1999년 풍자 코미디 영화이다. 매슈 매코너헤이 등이 출연하였고, 브라이언 그레이저 등이 제작에 참여하였다.

## 줄거리
시청률을 올려야만 하는 절박한 상황에 놓인 한 케이블 채널이 평범한 비디오 대여 가게 점원 에드(매슈 매코너헤이 분)의 일상을 촬영해 쇼로 내보내기로 한다. 덕분에 에드는 하루 아침에 스타가 되지만 가까운 사람들과의 관계가 망가져 간다.

## 출연진
- 매슈 매코너헤이
- 제나 엘프먼
- 우디 해럴슨
- 엘런 디제너러스
- 마틴 랜다우
- 샐리 커클런드
- 엘리자베스 헐리
- 롭 라이너
- 데니스 호퍼
- 비비카 데이비스
- 크리스천 케인
- 애덤 골드버그
- 메린 던지
- 이언 고메즈
- 클린트 하워드
- 루폴
- 릭 오버턴
- 게디 와타나베
- 알렉산드라 홀든
- 제프리 블레이크
- 해리 시어러
- 마이클 무어
- 빌 마
- 제이 레노
- 아리아나 허핑턴

## 기타 제작진
- 협력 제작: 앨드릭 라울리 포터, 루이자 빌리스
- 배역: 재닛 허션슨, 제인 젱킨스
- 미술: 마이클 코런블리스
- 의상: 리타 라이액
- 음악 감독: 보니 그린버그